# 1,2-divinylbenzeen
1,2-divinylbenzeen is een aromatische verbinding met als brutoformule C10H10. De verbinding bestaat uit een benzeenring, waaraan twee vinylgroepen zijn vastgehecht. Door aanwezigheid van deze vinylgroepen kan de verbinding makkelijk polymeriseren.

## Synthese
1,2-divinylbenzeen kan bereid worden door katalytische dehydrogenering van 1,2-di-ethylbenzeen. Hierbij wordt ijzer(III)oxide als katalysator gebruikt.